# کراشنگانه
کراشنگانه (به لهستانی:  Kraśniany) یک روستا در لهستان است که در گمینا سوکووکا واقع شده‌است.